# Яковкин, Иннокентий Иванович
Инноке́нтий Ива́нович Яковкин (12 августа 1881, Иркутск, Иркутская губерния, Российская империя — 24 мая 1949, Ленинград, СССР) — русский и советский библиограф, библиотековед и историк права. Доктор исторических наук (1936).

## Биография
Родился 12 августа 1881 года в Иркутске в семье купца первой гильдии, имел также брата Ивана (1887—1942).
Поступил в реальное училище, после его окончания изучал экономические и общественные дисциплины в университетах Бреславля и Гейдельберга. В 1908 году поступил на юридический факультет ПГУ, который он окончил в 1913 году. Будучи выпускником ПГУ, был принят на работу в ГПБ и работал вплоть до 1930 года, также занимал должность заместителя директора. В 1930 году был принят на работу в БАН, где тут же был избран директором и проработал до самой смерти. Он провёл реформу структуры библиотечной сети путём присоединения библиотечных фондов академий, институтов в одно единое целое.
Был женат на Екатерине Лаппа-Старженецкой.
Скончался 23 мая 1949 года в Ленинграде. Похоронен на Литераторских мостках.